# Муртазин, Рауф Ахметович
Рауф Ахметович Муртазин (баш. Рәүеф Әхмәт улы Мортазин; 15 января 1910, Темясово, Оренбургская губерния — 10 апреля 1994, Уфа) — башкирский композитор, первооткрыватель жанра симфонии в башкирской музыке. Заслуженный деятель искусств Башкирской АССР (1957), лауреат премии имени Салавата Юлаева (1989).

## Биография
Рауф Муртазин родился 15 января 1910 года в деревне Темясово (ныне — Баймакского района Башкортостана). Окончив школу семилетку, поступил в Уфимский музыкальный техникум на оркестровое отделение. Параллельно играл на трубе в оркестре Башкирского театра драмы. С 1937 по 1941 год учился на башкирском отделении Московской консерватории в классе композиции профессоров Г. Литинского, Е. Месснера, И. Яцевича.
В первые дни войны ушёл на фронт, участвовал в боях под Москвой, был ранен. Демобилизовавшись, продолжил музыкальное образование и в 1946 году окончил консерваторию по классу композиции профессора В. Белого.
С 1947 года жил в Уфе. В 1947—1966 годы — заместитель председателя Союза композиторов, многократно избирался в состав правления Союза композиторов Башкортостана и России.

## Основные произведения
Оперы:
- «Азат» — либретто Б. Бикбая (1948);
- «Дауыл» («Буря») — либретто Р. С. Янбулатовой по мотивам романа Х. Л. Давлетшиной «Иргиз» (1969)

Произведения для симфонического оркестра:
- Семь симфоний (1952; 1957, 2-я ред. — 1961; 1963; 1970; 1974—1976; 1980; 1984)
- Увертюра;
- Концерт для скрипки с оркестром(1964, 2-я ред. 1968);
- Концерт для трубы с оркестром(1987).

Камерно-вокальные произведения:
- Более 150 песен и романсов на стихи башкирских поэтов.

Камерно-инструментальные произведения:
- Трио для скрипки, виолончели и фортепиано (1944);
- Фортепианный квинтет (1976);
- Сюита для виолончели и фортепиано (1967).

## Награды
- два ордена «Знак Почёта» (8.6.1955, 1971)
- орден Отечественной войны II степени (6.4.1985)[1]
- медали, в том числе:
  - «За оборону Москвы»
  - «За доблестный труд»
- Заслуженный деятель искусств Башкирской АССР (1957).